# Антонян, Эльмира Корюновна
Эльмира Корюновна Антонян (арм. Էլմիրա Անտոնյան; род. 28 июня 1955, Ереван, Армянская ССР) — советская спортсменка, игрок в настольный теннис, восьмикратная чемпионка СССР в одиночном (1976), парном (1975, 1976) и смешанном парном разряде (1976, 1977, 1978, 1980, 1981), двукратная чемпионка Европы в командных соревнованиях (1974, 1976), двукратный призёр чемпионата мира в парном (1975) и смешанном парном разряде (1975). Мастер спорта СССР международного класса (1972).

## Биография
Эльмира Антонян родилась 28 июня 1955 года в Ереване. Начала заниматься настольным теннисом в возрасте 9 лет под руководством Рафаела Арутюняна. Успешно выступала на юношеских и юниорских соревнованиях. В 1974 году была абсолютной чемпионкой Европы среди юниоров. В том же году в составе национальной сборной СССР стала победительницей командных соревнований на чемпионате Европы в Нови-Саде. В 1975 году на чемпионате мира в Калькутте Эльмира Антонян завоевала бронзовую медаль в парном разряде и серебряную медаль в смешанном парном разряде. В 1976 году, выиграв чемпионат СССР в одиночном, парном и смешанном парном разряде, она вошла в историю советского настольного тенниса как вторая спортсменка (после Зои Рудновой), которой удалось стать абсолютной чемпионкой СССР. На чемпионате Европы 1976 года в Праге в составе сборной СССР вновь завоевала звание чемпионки Европы в командных соревнованиях.
В 1983 году Эльмира Антонян завершила спортивную карьеру и занялась тренерской деятельностью в Ереване. С 1996 по 2003 год была играющим тренером в клубе «Recoaro/Agostini» (Больцано), выступавшего во второй лиге чемпионата Италии. В 2003 году вышла замуж за гражданина Швейцарии Артура Бруннера и переехала в эту страну. Работает в спортивном клубе города Ветцикон.
С 1996 года Эльмира Антонян участвует в ветеранских турнирах. В 1996 году она становилась чемпионкой мира в одиночном разряде среди спортсменок старше 40 лет. В 2005 году была чемпионкой Европы в одиночном и парном разряде в возрастной категории старше 50 лет.

## Семья
- Антонян, Нарине Корюновна (р. 1961) — сестра, четырёхкратная чемпионка СССР в парном и смешанном парном разряде, четырёхкратная чемпионка Европы в парном разряде и командных соревнованиях по настольному теннису.
- Варданян, Гегам Азатович (1949—1991) — муж, семикратный чемпион Европы среди юниоров в одиночном и парном разряде, а также командных соревнованиях, четырёхкратный чемпион СССР в парном разряде по настольному теннису.